# Geishouse
 Geishouse  là một xã thuộc tỉnh Haut-Rhin trong vùng Grand Est, đồng bắc Pháp. Xã này có diện tích 7,28 km², dân số năm 1999 là 495 người. Khu vực này có độ cao trung bình 730 mét trên mực nước biển.